# Prefettura di Fier
La prefettura di Fier (in albanese: Qarku i Fierit) è una delle 12 prefetture dell'Albania.

## Municipalità
In seguito alla riforma amministrativa del 2015 la prefettura risulta composta dalle seguenti municipalità:
| Municipalità | Ex-comuni (pre-2015)                                                                                   | Distretto   |
| ------------ | --- | ----------- |
| Divjakë      | Divjakë, Grabian, Gradishtë, Rremas, Tërbuf                                                            | Lushnjë     |
| Fier         | Cakran, Dermenas, Fier, Frakull, Levan, Libofshë, Mbrostar, Portëz, Qënder, Topojë                     | Fier        |
| Lushnjë      | Allkaj, Ballagat, Bubullimë, Dushk, Fier-Shegan, Golem, Hysgjokaj, Karbunarë, Kolonjë, Krutje, Lushnjë | Lushnjë     |
| Mallakastër  | Aranitas, Ballsh, Fratar, Greshicë, Hekal, Kutë, Ngraçan, Qendër, Selitë                               | Mallakastër |
| Patos        | Patos, Ruzhdie, Zharrëz                                                                                | Fier        |
| Roskovec     | Kuman, Kurjan, Roskovec, Strum                                                                         | Fier        |

Prima della riforma amministrativa la prefettura comprendeva i distretti di:
- Fier
- Lushnjë
- Mallakastër